# Ecclesia de Eucharistia
Ecclesia de Eucharistia (L'Église [vit] de l'Eucharistie) est la quatorzième et dernière encyclique publiée par Jean-Paul II, le 17 avril 2003, sur l'Eucharistie et son rapport à l'Église. 
Elle a été publiée le jour du jeudi saint qui est la fête de l'institution de l'Eucharistie et du sacerdoce. L'encyclique a pris la place d'une lettre que le pape envoie traditionnellement à chaque prêtre à l'occasion de cette solennité. Elle s'inscrit également dans la volonté du pape de laisser un « héritage » du Jubilé de l'an 2000, et vient ainsi compléter les lettres apostoliques Novo millennio ineunte et Rosarium Virginis Mariae.

## Thèmes traités
L'encyclique rappelle avec force les éléments essentiels de la foi catholique concernant l'eucharistie : la réactualisation du sacrifice rédempteur du Christ, la présence réelle de celui-ci dans le sacrement, le rôle du prêtre, ministre de l'eucharistie et l'impact de l'eucharistie sur la vie chrétienne.

### Le sacrifice rédempteur
Dans le premier chapitre de son encyclique, intitulé le mystère de la Foi, le pape récapitule les points essentiels de la doctrine catholique concernant l'eucharistie. Citant à plusieurs reprises le concile Vatican II, ses prédécesseurs Pie XII et Paul VI, et également le concile de Trente, il insiste sur l'importance de la notion de sacrifice. Il lui paraît en effet essentiel de combattre un appauvrissement du sens de ce sacrement : « Parfois se fait jour une compréhension très réductrice du Mystère eucharistique. Privé de sa valeur sacrificielle, il est vécu comme s'il n'allait pas au-delà du sens et de la valeur d'une rencontre conviviale et fraternelle. » (EE, 10).
Pourtant ce sacrifice est le signe d'« un amour qui va « jusqu'au bout » (cf. Jn 13, 1), un amour qui ne connaît pas de mesure » (EE, 11).
Le pape indique qu'il faut comprendre le sacrifice du Vendredi saint sur la Croix et l'institution de l'eucharistie le Jeudi Saint dans une même dynamique : « Ce sacrifice est tellement décisif pour le salut du genre humain que Jésus Christ ne l'a accompli et n'est retourné vers le Père qu'après nous avoir laissé le moyen d'y participer comme si nous y avions été présents. » (EE, 11). C'est dans ce cadre que la messe prend tout son sens, et c'est l'occasion pour le pape d'en rappeler la définition donnée par le catéchisme de l'Église catholique : « La Messe est à la fois et inséparablement le mémorial sacrificiel dans lequel se perpétue le sacrifice de la Croix, et le banquet sacré de la communion au Corps et au Sang du Seigneur ». Par ailleurs, la messe ne multiplie pas le sacrifice du Christ : c'est son unique sacrifice sur la Croix qui est actualisé, rendu présent dans le sacrement de l'Eucharistie,.

### La présence réelle
Sur ce point le pape Jean-Paul II se place explicitement dans la continuité de l'encyclique Mysterium Fidei de Paul VI en rappelant que dans le sacrement de l'eucharistie, le Christ, Homme-Dieu, se rend présent tout entier, de façon substantielle. La définition de la transsubstantiation par le concile de Trente est également rappelée. Jean-Paul II y ajoute une insistance particulière sur le lien avec la Résurrection : c'est bien le Christ vivant et ressuscité qui est présent dans le sacrement. 
Le pape loue les efforts des théologiens pour aider à la compréhension du mystère eucharistique, mais en rappelant que cela doit se faire en accord avec la foi catholique.

### Le rôle du prêtre
Jean-Paul II rappelle la distinction des rôles respectifs du prêtre et des fidèles telle qu'énoncée par le concile Vatican II : si ces derniers « en vertu de leur sacerdoce royal, concourent à l'offrande de l'Eucharistie », seul le prêtre ordonné « célèbre le Sacrifice eucharistique en la personne du Christ et l'offre à Dieu au nom de tout le peuple ». Il appuie cette distinction sur la notion d'« apostolicité », rappelant que lors de l'institution de l'Eucharistie seuls les apôtres sont présents.
Le ministère ordonné est donc un élément fondamental de la célébration eucharistique et c'est nécessairement un don qu'« elle reçoit à travers la succession épiscopale qui remonte jusqu’aux apôtres » (EE 29). Pour l'évêque d'Angers, Jean-Louis Bruguès, ce rappel s'adresse à quelques pays voisins de la France « dans lesquels est née et se développe l'idée selon laquelle toute communauté chrétienne serait à même de se donner les ministres dont elle a besoin.
 ».

### L'eucharistie et la vie de l'Église
Patrick Prétot, de l'Institut catholique de Paris, considère que le point central de l'encyclique est « la réception, par le magistère, de la redécouverte contemporaine de la dimension ecclésiale de l’Eucharistie ». Cette redécouverte, synthétisée par l’adage : « l’Eucharistie fait l’Église », est à mettre au crédit de Henri de Lubac et de ses Méditations sur l’Église de 1953.
De ce fait, dans la célébration de l'eucharistie c'est l'Église entière qui est engagée : « le Sacrifice eucharistique, tout en étant toujours célébré dans une communauté particulière, n'est jamais une célébration de cette seule communauté » : celle-ci reçoit en effet « l'intégralité du don du salut » (EE 39). C'est pourquoi les signes visibles de communion sont si importants : la mention de l'adhésion à une foi commune, l'union avec l'évêque et le pape, ainsi que la nécessité d'être baptisé avant de pouvoir communier. Il faut en outre prêter attention aux signes invisibles de communion, qui suppose la vie de la grâce, et notamment la nécessité de confesser les péchés graves avant d'accéder à l'Eucharistie (EE 36).

## Aspects concrets

### L'intégrité de la liturgie
Le pape s'élève contre les abus liturgiques qui nuisent au caractère sacré et à la dimension universelle de l'eucharistie : « La liturgie n'est jamais la propriété privée de quelqu'un, ni du célébrant, ni de la communauté dans laquelle les Mystères sont célébrés. » (EE 52).
L'année qui suit la parution de l'encyclique est publiée l'instruction Redemptionis Sacramentum "sur certaines choses à observer et à éviter concernant la très sainte Eucharistie " qui vient rappeler les normes à respecter et l'exigence de formation en matière de liturgie.

### L'œcuménisme
Patrick Prétot souligne l'importance accordée à la question de l'œcuménisme, qui lui semble inédite dans les textes du magistère sur l'eucharistie. Au nom d'un dialogue cherchant l'unité dans le respect de la vérité, et pour ne pas entretenir d'« ambiguïté sur la nature de l'Eucharistie », le pape refuse l'intercommunion avec les églises issues de la Réforme. Reprenant une formule de son encyclique Ut Unum Sint, Jean-Paul II affirme que, d'ores et déjà, « Nous aussi, nous avons le désir ardent de célébrer ensemble l'unique Eucharistie du Seigneur, et ce désir devient déjà une louange commune et une même imploration. » (EE 44).
Cette démarche est approuvée par l'Association Française des Foyers Mixtes Interconfessionnels Chrétiens : « Nous connaissons et nous respectons la discipline de l’Église catholique sur l’« inter-communion » qui considère que la pleine communion, dont le partage
eucharistique est le symbole le plus fort, doit être l’aboutissement et non le début
d’une démarche commune vers l’Unité. Tant que subsistent des
motifs sérieux de division entre Églises, l’absence d’un tel partage, ou de
concélébration, en tire la conséquence douloureuse mais logique. ». Ce groupe regrette cependant qu'on ne puisse trouver plus de moyens de recours à l'hospitalité eucharistique.

### L'adoration  eucharistique
L'encyclique comporte un appel insistant à la contemplation, pour prolonger les fruits de la messe. Le pape souhaite encourager l'exposition et l'adoration du Saint-Sacrement : « comment ne pas ressentir le besoin renouvelé de demeurer longuement, en conversation spirituelle, en adoration silencieuse, en attitude d'amour, devant le Christ présent dans le Saint-Sacrement ? » (EE 25).
Pour vivre ce culte eucharistique, le pape invite les fidèles à se mettre à l'école de la Vierge Marie. À cette dernière, il donne le titre de "femme eucharistique", en dressant un parallèle entre le moment de l'Incarnation avec le "fiat" de Marie, et celui de la consécration eucharistique, avec l'"Amen" des fidèles. Pour le pape, Marie, devenant elle-même "tabernacle" a « anticipé la foi eucharistique de l'Église ». C'est dans cette perspective que Jean-Paul II a placé l'institution de l'eucharistie parmi les mystères du Rosaire (dans la lettre Rosarium Virginis Mariae).